# Antoni Bukaluk
Antoni Bukaluk (ur. 9 lutego 1951 w Legnicy) – polski fizyk, nauczyciel akademicki, profesor nauk technicznych, rektor Uniwersytetu Technologiczno-Przyrodniczy im. Jana i Jędrzeja Śniadeckich w Bydgoszczy w kadencjach 2008–2012 i 2012–2016.

## Życiorys
W 1974 ukończył studia na Wydziale Podstawowych Problemów Techniki Politechniki Wrocławskiej. W 1983 uzyskał stopień doktora na Politechnice Gdańskiej. Habilitował się w 1992 na podstawie rozprawy zatytułowanej Analiza mechanizmów dyfuzji w cienkich warstwach metodą spektroskopii el. Augera na Wydziale Matematyki, Fizyki i Chemii Uniwersytetu Wrocławskiego. W 2016 otrzymał tytuł profesora nauk technicznych. Specjalizuje się w zakresie fizyki ciała stałego i fizyce technicznej.
Od ukończenia studiów związany z Akademią Techniczno-Rolniczą w Bydgoszczy i następnie z Uniwersytetem Technologiczno-Przyrodniczym. W 1993 objął stanowisko profesora nadzwyczajnego w Instytucie Matematyki i Fizyki. W latach 1992–1993 i 2002–2008 pełnił funkcję prorektora ds. nauki. W 2008 wybrany na rektora Uniwersytetu Technologiczno-Przyrodniczego, w 2012 uzyskał reelekcję na kolejną czteroletnią kadencję na tej funkcji.
Po wydarzeniach w kampusie z 15 października 2015, gdzie w wyniku paniki doszło do stratowania kilku studentów, minister nauki i szkolnictwa wyższego złożyła wniosek o odwołanie go z funkcji rektora. Wniosek ten nie uzyskał jednak większości 3/4 głosów w uczelnianym kolegium elektorskim. Wyrok w sprawie wypadku zapadł 10 grudnia 2019; Antoni Bukaluk został skazany za niedopełnienie obowiązków na 6 miesięcy pozbawienia wolności w zawieszeniu na 2 lata. Sąd drugiej instancji utrzymał orzeczenie w mocy.
W 2000 odznaczony Złotym Krzyżem Zasługi.